# Bộ Chính trị Ban Chấp hành Trung ương Đảng Xã hội chủ nghĩa thống nhất Đức khóa X (1981–1986)
Bộ chính trị Ban Chấp hành Trung ương Đảng Xã hội chủ nghĩa thống nhất Đức khóa X (1981-1986) được bầu tại Hội nghị Trung ương lần thứ nhất của Ban chấp hành Trung ương Đảng Xã hội chủ nghĩa thống nhất Đức khóa X được tổ chức ngày 16/4/1981.

## Ủy viên chính thức
| STT | Họ tên             | Chức vụ đảm nhiệm | Chức vụ đảm nhiệm | Ghi chú                                                                                            |
| STT | Họ tên             | Chức vụ | Nhiệm kỳ          | Ghi chú                                                                                            |
| --- | ------------------ | --- | ----------------- | -------------------------------------------------------------------------------------------------- |
| 1   | Hermann Axen       | Bí thư Trung ương Đảng phụ trách quan hệ quốc tế, chính trị quốc tế và thông tin đối ngoại                                                      | 4/1981-4/1986     | |
| 2   | Horst Dohlus       | Bí thư Trung ương Đảng phụ trách tổ chức, tài chính và công tác Đảng. Chủ nhiệm Ban Tổ chức Trung ương Đảng                                     | 4/1981-4/1986     | |
| 3   | Werner Felfe       | Bí thư Trung ương Đảng phụ trách Nông nghiệp Ủy viên Hội đồng Quốc phòng Nhà nước                                                               | 4/1981-4/1986     | |
| 4   | Kurt Hager         | Bí thư Trung ương Đảng | 4/1981-4/1986     | |
| 5   | Joachim Herrmann   | Bí thư Trung ương Đảng phụ trách tuyên truyền kích động                                                                                         | 4/1981-4/1986     | |
| 6   | Heinz Hoffmann     | Bộ trưởng Bộ Quốc phòng Ủy viên Hội đồng Quốc phòng Nhà nước                                                                                    | 4/1981-12/1985    | Mất khi đang tại nhiệm                                                                             |
| 7   | Erich Honecker     | Tổng bí thư Trung ương Đảng Bí thư Trung ương Đảng phụ trách an ninh và cán bộ Chủ tịch Hội đồng Quốc phòng Nhà nước Chủ tịch Hội đồng Nhà nước | 4/1981-4/1986     | |
| 8   | Werner Krolikowski | Phó chủ tịch thứ nhất Hội đồng Bộ trưởng Ủy viên Hội đồng Quốc phòng Nhà nước                                                                   | 4/1981-4/1986     | |
| 9   | Erich Mielke       | Bộ trưởng Bộ An ninh Quốc gia Ủy viên Hội đồng Quốc phòng Nhà nước                                                                              | 4/1981-4/1986     | |
| 10  | Günter Mittag      | Bí thư Trung ương Đảng phụ trách xây dựng, nghiên cứu và phát triển kỹ thuật, Công đoàn và Chính sách xã hội, Công nghiệp nhẹ                   | 4/1981-4/1986     | |
| 11  | Erich Mückenberger | Chủ tịch Ủy ban Kiểm tra Trung ương Đảng | 4/1981-4/1986     | |
| 12  | Konrad Naumann     | Bí thư thứ nhất Thành ủy Berlin | 4/1981-11/1985    | Miễn nhiệm tại Hội nghị Trung ương lần thứ 11                                                      |
| 13  | Alfred Neumann     | Phó chủ tịch thứ nhất Hội đồng Bộ trưởng Ủy viên Hội đồng Quốc phòng Nhà nước                                                                   | 4/1981-4/1986     | |
| 14  | Horst Sindermann   | Chủ tịch Hội nghị Nhân dân Ủy viên Hội đồng Quốc phòng Nhà nước                                                                                 | 4/1981-4/1986     | |
| 15  | Willi Stoph        | Chủ tịch Hội đồng Bộ trưởng Ủy viên Hội đồng Quốc phòng Nhà nước                                                                                | 4/1981-4/1986     | |
| 16  | Harry Tisch        | Chủ tịch Công đoàn thống nhất tự do Đức | 4/1981-4/1986     | |
| 17  | Paul Verner        | Bí thư Trung ương Đảng phụ trách Bang và pháp chế                                                                                               | 4/1981-5/1984     | Từ chức do vấn đề sức khỏe                                                                         |
| 18  | Egon Krenz         | Bí thư Trung ương Đảng phụ trách an ninh, bang, vấn đề pháp chế                                                                                 | 11/1983-4/1986    | Bầu bổ sung sau Hội nghị Trung ương lần thứ 7                                                      |
| 19  | Werner Jarowinsky  | Bí thư Trung ương Đảng phụ trách Thương mại, ngoại thương, hỗ trợ, các vấn đề Nhà thờ                                                           | 5/1984-4/1986     | Bầu bổ sung sau Hội nghị Trung ương lần thứ 8                                                      |
| 20  | Günther Kleiber    | Bộ trưởng Bộ Máy tổng hợp, Máy nông nghiệp và phương tiện xây dựng                                                                              | 5/1984-4/1986     | Bầu bổ sung sau Hội nghị Trung ương lần thứ 8                                                      |
| 21  | Günter Schabowski  | Tổng biên tập báo "Neues Deutschland" | 5/1984-11/1985    | Bầu bổ sung sau Hội nghị Trung ương lần thứ 8                                                      |
| 21  | Günter Schabowski  | Bí thư thứ nhất Thành ủy Berlin | 11/1985-4/1986    | Bầu bổ sung sau Hội nghị Trung ương lần thứ 8                                                      |
| 22  | Herbert Häber      | Trưởng ban Ban Kinh tế và Chính trị Quốc tế Trung ương Đảng                                                                                     | 5/1984-11/1985    | Bầu bổ sung sau Hội nghị Trung ương lần thứ 8. Sau đó bãi nhiệm tại Hội nghị Trung ương lần thứ 11 |

## Ủy viên dự khuyết
| STT | Họ tên            | Chức vụ đảm nhiệm                                                                     | Chức vụ đảm nhiệm | Ghi chú                                        |
| STT | Họ tên            | Chức vụ                                                                               | Nhiệm kỳ          | Ghi chú                                        |
| --- | ----------------- | ------------------------------------------------------------------------------------- | ----------------- | ---------------------------------------------- |
| 1   | Werner Jarowinsky | Bí thư Trung ương Đảng phụ trách Thương mại, ngoại thương, hỗ trợ, các vấn đề Nhà thờ | 4/1981-5/1984     | Trở thành Ủy viên chính thức                   |
| 2   | Margarete Müller  | Ủy viên Hội đồng Nhà nước                                                             | 4/1981-4/1986     | nữ                                             |
| 3   | Günther Kleiber   | Bộ trưởng Bộ Máy tổng hợp, Máy nông nghiệp và phương tiện xây dựng                    | 4/1981-5/1984     | Trở thành Ủy viên chính thức                   |
| 4   | Ingeburg Lange    | Bí thư Trung ương Đảng                                                                | 4/1981-4/1986     | nữ                                             |
| 5   | Gerhard Schürer   | Chủ nhiệm Ủy ban Kế hoạch Nhà nước Hội đồng Bộ trưởng                                 | 4/1981-4/1986     |                                                |
| 6   | Egon Krenz        | Bí thư Trung ương Đảng                                                                | 4/1981-11/1983    | Trở thành Ủy viên chính thức                   |
| 7   | Werner Walde      | Bí thư thứ nhất Tỉnh ủy Cottbus                                                       | 4/1981-4/1986     |                                                |
| 8   | Günter Schabowski | Tổng biên tập báo "Neues Deutschland"                                                 | 4/1981-5/1984     | Trở thành Ủy viên chính thức                   |
| 9   | Werner Eberlein   | Bí thư thứ nhất Tỉnh ủy Magdeburg                                                     | 11/1985-4/1986    | Bầu bổ sung tại Hội nghị Trung ương lần thứ 11 |
| 10  | Siegfried Lorenz  | Bí thư thứ nhất Tỉnh ủy Karl-Marx-Stadt                                               | 11/1985-4/1986    | Bầu bổ sung tại Hội nghị Trung ương lần thứ 11 |
| 11  | Gerhard Müller    | Bí thư thứ nhất Tỉnh ủy Erfurt                                                        | 11/1985-4/1986    | Bầu bổ sung tại Hội nghị Trung ương lần thứ 11 |